# جوش غرين (لاعب هوكي الجليد)
جوش غرين (بالفرنسية: Josh Green)‏ (و. 1977  م) هو لاعب هوكي الجليد كندي، ولد في كامروز، مركز لعبه هو جناح ‏.

## روابط خارجية
- جوش غرين على موقع دوري الهوكي الوطني (الإنجليزية)
- جوش غرين على موقع EliteProspects.com (الإنجليزية)
- جوش غرين على موقع HockeyDB.com (الإنجليزية)
- جوش غرين على موقع Hockey-Reference.com (الإنجليزية)